# كارولين بي. كوني
كارولين بي. كوني (بالإنجليزية: Caroline B. Cooney)‏ (10 مايو 1947، غرينيتش في الولايات المتحدة)؛ كاتِبة مُتخصِّصة في أدب الأطفال وروائية أمريكية.

## روابط خارجية
- كارولين بي. كوني على موقع IMDb (الإنجليزية)
- كارولين بي. كوني على موقع إن إن دي بي (الإنجليزية)
- كارولين بي. كوني على موقع قاعدة بيانات الفيلم (الإنجليزية)
- كارولين بي. كوني على موقع كينوبويسك (الروسية)